# Coronelía de la Guarda del Rey
La coronelía o regimiento de la Guarda del Rey, conocido popularmente como la Chamberga, fue una unidad militar con base en Madrid destinada a la defensa de la casa real española. Fue instituido por la regente Mariana de Austria en 1669, durante la minoría de edad de su hijo Carlos II, y disuelto tras el ascenso al poder de Juan José de Austria en 1676. 

## Contexto
Tras la muerte de Felipe IV en 1665, el trono español pasó a su hijo Carlos II, por aquel entonces menor de edad.  Tal como aquel había dispuesto en su testamento, la madre de este, Mariana de Austria, asumió la regencia del reino asesorada por una junta de gobierno nombrada a tal efecto. La penosa situación económica y militar del reino y especialmente la gran influencia en la corte del austriaco Juan Everardo Nithard no eran del agrado de Juan José de Austria, hijo bastardo de Felipe IV, que con el apoyo popular marchó desde su destierro en Cataluña hacia Madrid al frente de un cuerpo de tropa, amenazando con tomar el gobierno por la fuerza de las armas. 
Presionada por la presencia de éstos en Torrejón, a las puertas de Madrid, Mariana de Austria expulsó a Nithard y aprobó la creación de una junta de alivios que debería dar solución a los problemas económicos, consintiendo así en las exigencias de Juan José de Austria, que fue nombrado virrey de Aragón con el objeto de apartarlo de la Corte.
Como contraposición a las fuerzas de Juan José de Austria, la reina dispuso la institución de un nuevo cuerpo de ejército que debería permanecer en Madrid para garantizar su seguridad y la de su hijo Carlos. La idea contó con la aprobación del Consejo de Guerra y de algunos miembros de la junta de gobierno; a diferencia de éstos, el Consejo de Castilla, el Consejo de Estado, la villa de Madrid e incluso el papa Clemente IX, a través de su nuncio Federico Borromeo, desaconsejaron su institución, alegando que las tropas eran necesarias en las fronteras y no en la ciudad, que nunca las había habido acuarteladas en el interior de ésta y que generarían gastos superfluos y problemas de orden público, pero la reina desoyó sus objeciones.

## Formación
La jefatura de este nuevo regimiento se entregó con el grado de coronel al marqués de Aytona Guillén Ramón de Moncada, miembro de la junta de gobierno y enemigo declarado de Juan José de Austria; tras su muerte en marzo de 1670, se confirió al arzobispo de Toledo Pascual de Aragón, aunque durante el coronelato de este el mando efectivo lo ostentó el teniente coronel Rodrigo de Mújica y Valdés, que lo había sido desde la institución del cuerpo.  En el mismo obtuvieron empleo de oficiales varios jóvenes de la alta nobleza, como el conde de Melgar, el conde de Fuensalida, el conde de Cartageneta, el marqués de Jarandilla, el marqués de Las Navas o el duque de Abrantes.
El regimiento estaba formado por 1500 soldados, 
que fueron acuartelados en el barrio de San Francisco de Madrid. 
El aspecto de su uniforme, similar al que usaron en la guerra de Cataluña las tropas francesas del mariscal Schomberg, motivó que popularmente se conociera a este cuerpo como chamberga, y a sus soldados como chambergos, por corrupción del nombre de éste.

## Problemas de orden
Como habían previsto los regidores madrileños, la presencia de estas tropas en la villa fue una fuente constante de disturbios: mal pagados, violentos y habituales del juego y las mujeres, cometieron frecuentemente robos, pendencias, allanamientos y extorsiones a la población civil, así como enfrentamientos con los alguaciles, que subordinados a los alcaldes de Casa y Corte, no tenían autoridad sobre los soldados, amparados por el fuero militar; paralelamente, numerosos delincuentes comunes ingresaron en el regimiento o se hicieron pasar por chambergos para cometer sus delitos. 
La inseguridad existente en Madrid motivó que los agricultores y ganaderos que diariamente llegaban cargados de suministros, evitaran la villa, llegando a provocar situaciones de desabastecimiento.

Señora, no hay día, ni noche, que no sucedan en esta Corte delitos, muertes, robos, y pendencias ocasionadas por los soldados de la Coronelía, y son tantas, que las más aún no llegan á los oidos de la Justicia, porque aunque las claman los que las padecen, no dan cuenta de ellas, por ver que no se consigue el remedio, ni la satisfacción de sus daños...
El Consejo Real a la reina, 4 de noviembre de 1669.

## Motín de la guardia chamberga
En el verano de 1670 se produjo un verdadero motín popular contra la guardia chamberga, con numerosos muertos y heridos en los enfrentamientos, y que llegó incluso a provocar inquietud entre los representantes diplomáticos de las potencias europeas presentes en Madrid. Se compara historiográficamente con los posteriores motines madrileños llamados "de los gatos" (1699), "de la corte" (1764) y "de Esquilache" (1766), e incluso con los sucesos del dos de mayo de 1808.

## Disolución
En 1674 intervino en Cataluña, donde se libraban combates contra las tropas francesas durante la guerra de Holanda; durante su estancia allí el regimiento fue dirigido por el maestre de campo Miguel Francisco de Moncada, hijo del marqués de Aytona.
El ascenso al poder de Juan José de Austria, que desde la formación del regimiento se había mostrado contrario a su presencia en Madrid, provocó la desaparición del mismo. 
En 1676 fue disuelto como unidad, y sus efectivos enviados a Málaga para ser embarcados hacia Sicilia, donde en aquellas fechas la ciudad de Mesina se había rebelado contra las autoridades virreinales con el apoyo de las tropas francesas.